# トミー・ラソーダ
トーマス・チャールズ・ラソーダ（Thomas Charles Lasorda, 1927年9月22日 - 2021年1月7日）は、アメリカ合衆国ペンシルベニア州ノリスタウン出身のプロ野球選手（投手）・監督。

## 経歴

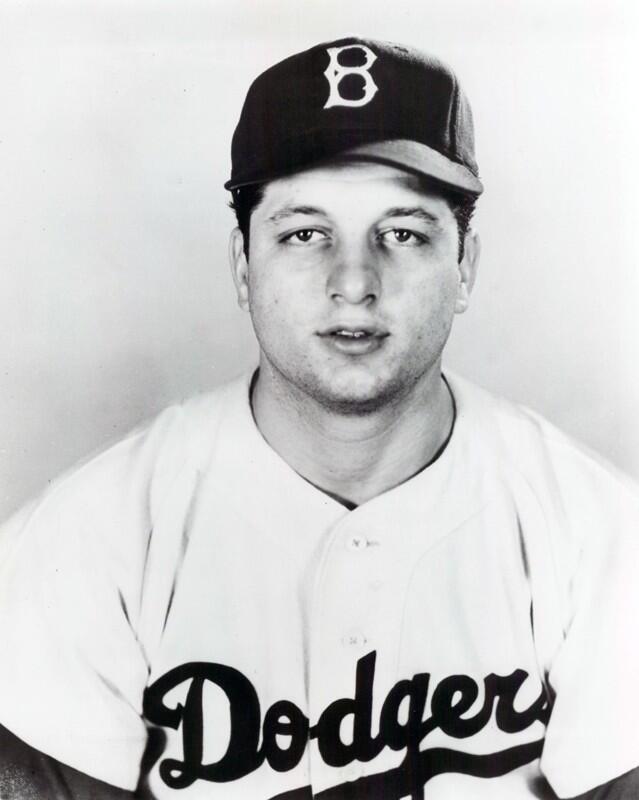
1954年入団時

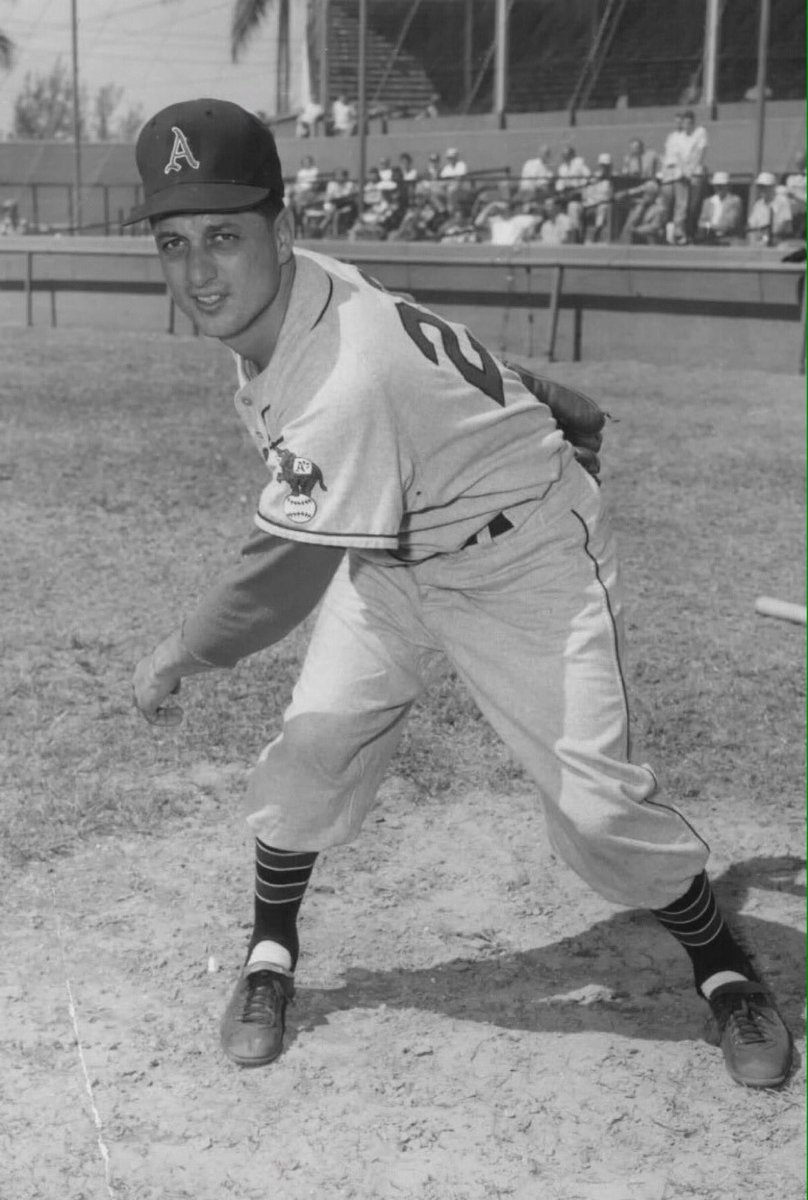
1956年

### 現役時代
1944年にフィラデルフィア・フィリーズに入団。1949年にブルックリン・ドジャースに移籍。1954年にメジャーデビューし、翌シーズンも引き続きドジャースでプレー。この年の6月にマイナーに送られたが、代わりに昇格したのがMLBデビューを控えたサンディ・コーファックスだった。翌1956年にカンザスシティ・アスレチックスへ移籍。メジャーでのプレーはこの3シーズンに留まり、通算成績は0勝4敗、防御率6.48と全く振るわなかった。その後は1960年までマイナーチームでプレーを続け、同年に現役を退く。

### 引退後
現役時代のラソーダが他の選手の相談によく乗っていた様子を見ていたドジャースのフロントの計らいもあり、翌1961年より1965年までドジャースのスカウトとして活動。1966年、傘下のオグデン・ドジャース（ルーキーリーグ・ユタ州オグデン）の監督に就任して1968年までの3シーズンで優勝する手腕を発揮した。翌1969年に当時ドジャース傘下のスポケーン・インディアンス（AAA級・ワシントン州スポケーンバレー）監督に就任、1971年まで指揮を執った。1972年はアルバカーキ・デュークス（AAA級・ニューメキシコ州アルバカーキ）監督として1シーズンのみ指揮を執り、同年のウィンター・リーグでもティグレス・デル・リセイ（ドミニカ共和国リセイ・アル・メディオ）の指揮を執り、デュークス・ティグレスいずれもリーグ優勝に導いている。
1973年、ロサンゼルス・ドジャースの三塁コーチに就任。当時の監督であるウォルター・オルストンの元で指導を行い、オルストン欠場時は代行で指揮を執った。
この時期に唱え続けていた「（私の体を）切ってみろ、私からドジャーブルーの血が流れるだろう。(Cut me and I'll bleed Dodger blue)」というフレーズから、ドジャーブルーの概念が大衆化された。

#### ドジャース監督時代
1976年9月、オルストンの監督退任を受けてドジャース監督に就任。オマリー家の家族経営の影響もあり、他のチームが頻繁に監督のすげ替えを行なう中、1996年シーズン途中の7月29日に健康上の不安を理由に自ら退任するまで20年にわたってドジャースの監督を務めた。
マイナーリーグの選手は自分が上のリーグでプレーしたいことからスタンドプレーに走る傾向を見せ、またメジャーリーグでも優勝が絶望的になると契約上のインセンティブを狙った個人プレーが目立つようになるが、ラソーダはそのようなときに「背中の名前（＝個人）のためにプレーするのではなく、胸の名前（＝チーム）のためにプレーしろ」と諭した。監督としての通算成績は1599勝1439敗（勝率.526）。地区優勝8回、リーグ優勝4回、ワールド・シリーズ優勝2回。

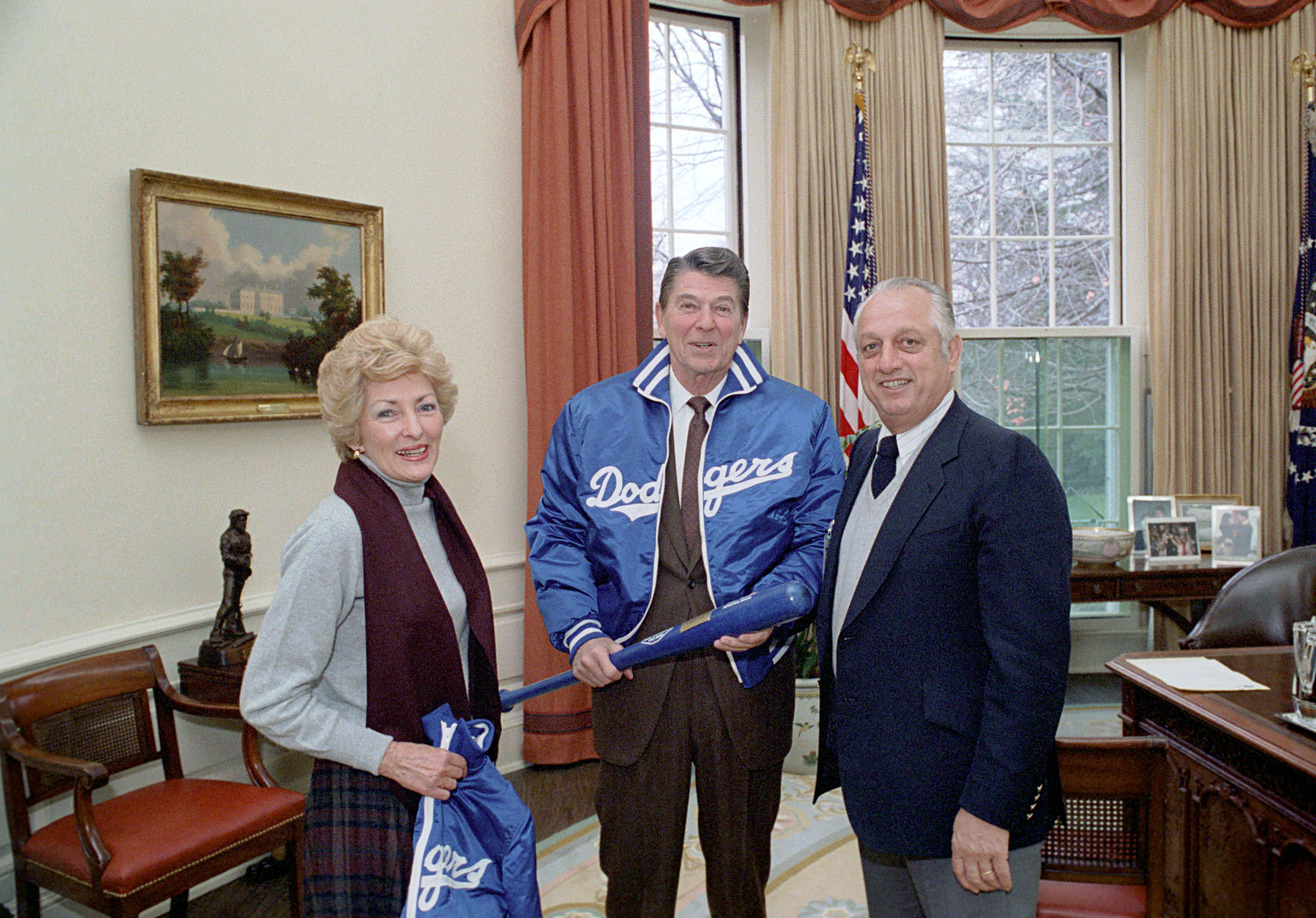
ラソーダとロナルド・レーガン大統領

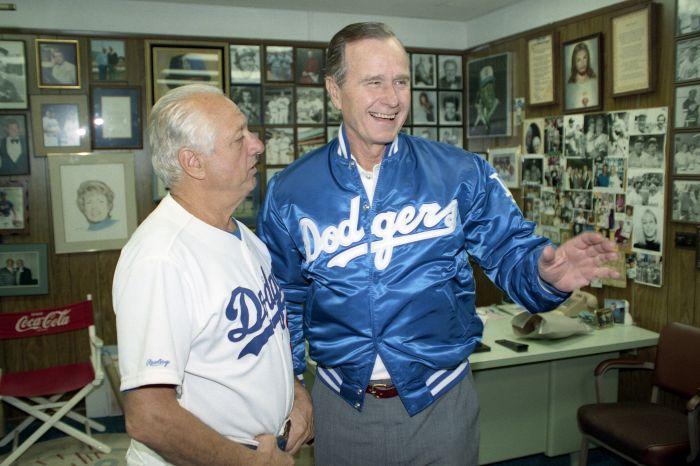
ラソーダとジョージ・H・W・ブッシュ大統領

#### 監督退任後

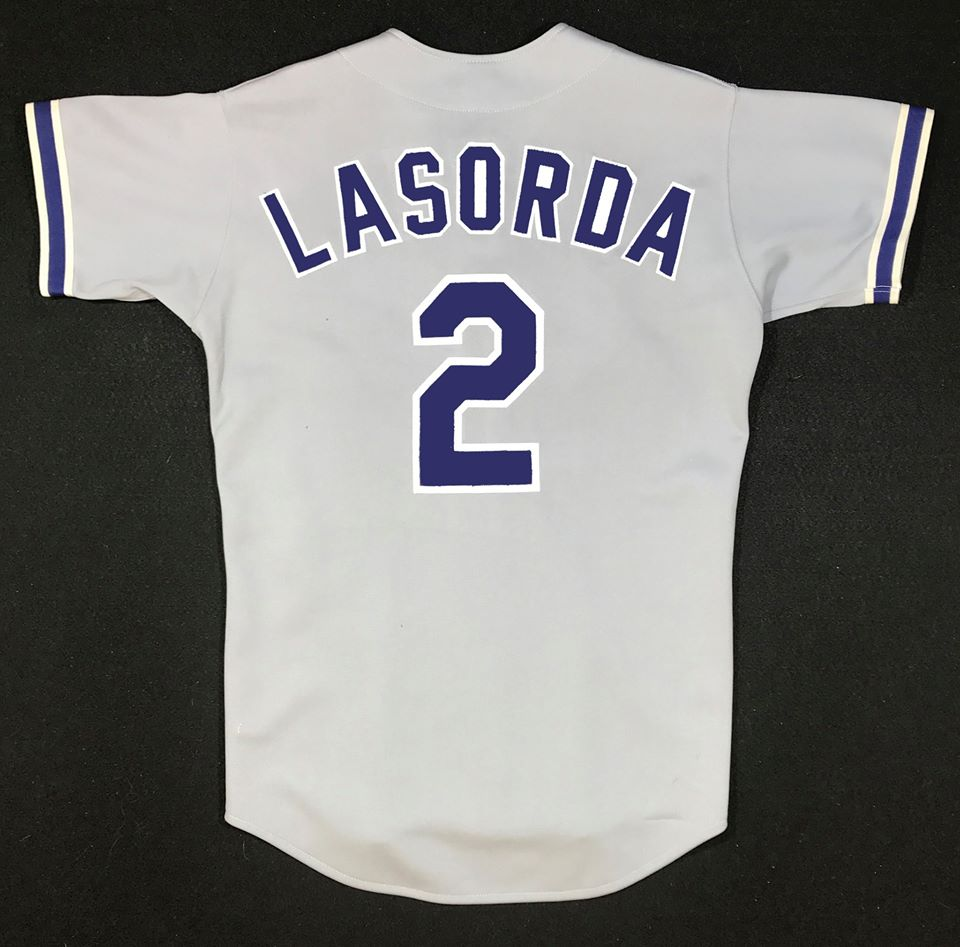
ラソーダの背番号「2」。
ロサンゼルス･ドジャースの永久欠番に1997年指定。

勇退後の1997年にアメリカ野球殿堂入りし、これを記念して同年8月15日にラソーダのドジャース監督時の背番号『2』がドジャースの永久欠番に指定された。2006年にカナダ野球殿堂入りの栄誉を受けた。

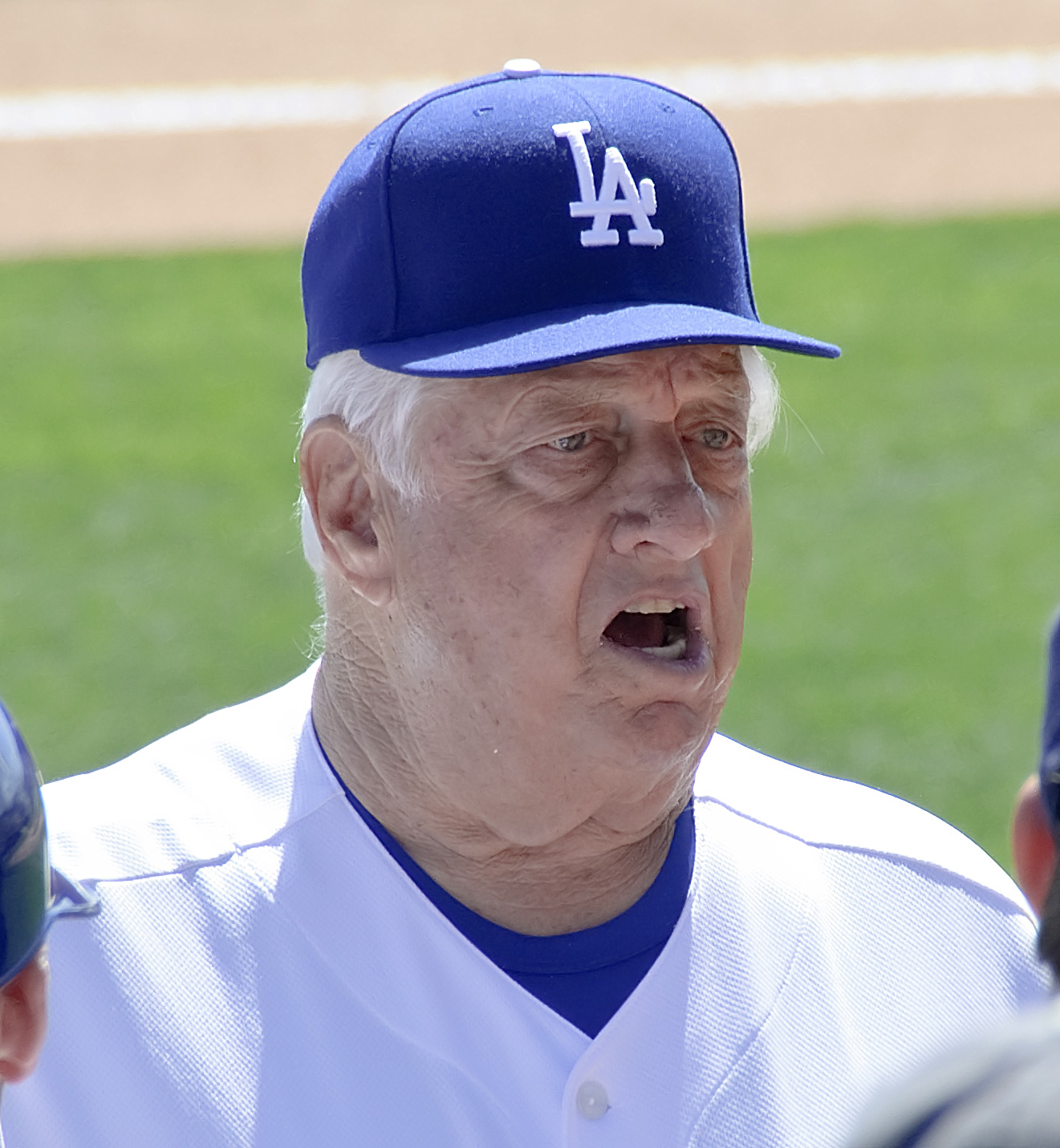
監督退任後もアドバイザーとして現場に立つラソーダ(2010年)

1998年にドジャースの副社長に、2005年に同球団の名誉顧問に就任した。2000年のシドニーオリンピックではマイナーリーグの選手中心で編成された野球アメリカ合衆国代表チームの監督を当時72歳という高齢ながら引き受け、チームを金メダルへ導いている。
2005年、アメリカのプロフェッショナル・ベースボール・スカウト基金（PBSF）は、「20世紀最高の監督」にラソーダを選出。同時に「トミー・ラソーダ賞」を創設し、翌年以降から各年の最高の監督に対して同賞を贈ることを決定した。
2017年3月22日の第4回ワールド・ベースボール・クラシック(WBC)準決勝の日本対アメリカ合衆国戦で野茂英雄と共に始球式に登場した。
2020年11月に心臓の疾患で入院し集中治療を受け、年明けに退院した。2021年1月7日木曜日の夜、自宅で突然の心肺停止に見舞われ、病院に搬送直後に逝去。93歳没。ラソーダはドジャース永久欠番選手の中でもっとも長く生きた人物であった。

## 人物

### 日本球界との親交
1995年に日本の球団（近鉄）との契約がこじれてメジャーリーグに挑戦した野茂英雄を獲得。野茂を頻繁に登板させた監督として日本でも有名になり、その後幾度となく来日し日本製品のCMに出演する程の親日家となった。「長嶋茂雄と星野仙一は私の兄弟。野茂英雄は私の歳の離れた息子」とも豪語している。
2001年に近鉄のスペシャルアドバイザーを務め、ドジャースのマイナー選手など（ショーン・バーグマン、ジェレミー・パウエル、ショーン・ギルバートら）を次々に日本に送り込み2001年の近鉄優勝に貢献した。同年右翼手ポジションが空いており「誰か打てる人はいないのか」となりラソーダは磯部公一の名前を出しそれが春のオープン戦の最後の方で開幕の前に監督の梨田昌孝が磯部を呼び外野手専念となった。2006 ワールド・ベースボール・クラシックではアジア地区における親善大使を引き受け、1次リーグでは始球式も行なっている。2008年に長年にわたる日米の野球交流の功績から、旭日小綬章が送られた。
上述の「背中の名前（＝個人）のためにプレーするのではなく、胸の名前（＝チーム）のためにプレーしろ」という言葉は技術指導のために来日した際、近鉄の選手にも投げかけている。

## 詳細情報

### 通算成績
| 年 度      | 球 団      | 登 板 | 先 発 | 完 投 | 完 封 | 無 四 球 | 勝 利 | 敗 戦 | セ 丨 ブ | ホ 丨 ル ド | 勝 率 | 打 者 | 投 球 回 | 被 安 打 | 被 本 塁 打 | 与 四 球 | 敬 遠 | 与 死 球 | 奪 三 振 | 暴 投 | ボ 丨 ク | 失 点 | 自 責 点 | 防 御 率 | W H I P |
| ---------- | ---------- | ----- | ----- | ----- | ----- | -------- | ----- | ----- | -------- | ----------- | ----- | ----- | -------- | -------- | ----------- | -------- | ----- | -------- | -------- | ----- | -------- | ----- | -------- | -------- | ------- |
| 1954       | BRO        | 4     | 0     | 0     | 0     | 0        | 0     | 0     | 0        | --          | --    | 39    | 9        | 8        | 2           | 5        | --    | 0        | 5        | 0     | 0        | 5     | 5        | 5.00     | 1.44    |
| 1955       | BRO        | 4     | 1     | 0     | 0     | 0        | 0     | 0     | 0        | --          | --    | 24    | 4        | 5        | 1           | 6        | 0     | 1        | 4        | 4     | 0        | 6     | 6        | 13.50    | 2.75    |
| 1956       | KCA        | 18    | 5     | 0     | 0     | 0        | 0     | 4     | 1        | --          | .000  | 220   | 45.1     | 40       | 6           | 45       | 3     | 3        | 28       | 7     | 0        | 38    | 31       | 6.15     | 1.88    |
| 通算：3 年 | 通算：3 年 | 26    | 6     | 0     | 0     | 0        | 0     | 4     | 1        | --          | .000  | 283   | 58.1     | 53       | 9           | 56       | 3     | 4        | 37       | 11    | 0        | 49    | 42       | 6.48     | 1.87    |

### 年度別監督成績
レギュラーシーズン
| 年 度         | 球 団      | 順 位      | 試 合 | 勝 利 | 敗 戦 | 勝 率 | 年 齡 |
| ------------- | ---------- | ---------- | ----- | ----- | ----- | ----- | ----- |
| 1976年        | LAD        | 2位        | 4     | 2     | 2     | .500  | 48歳  |
| 1977年        | LAD        | 1位        | 162   | 98    | 64    | .605  | 49歳  |
| 1978年        | LAD        | 1位        | 162   | 95    | 67    | .586  | 50歳  |
| 1979年        | LAD        | 3位        | 162   | 79    | 83    | .488  | 51歳  |
| 1980年        | LAD        | 2位        | 163   | 92    | 71    | .564  | 52歳  |
| 1981年 （※2） | LAD        | 1位        | 57    | 36    | 21    | .631  | 53歳  |
| 1981年 （※2） | LAD        | 4位        | 53    | 27    | 26    | .509  | 53歳  |
| 1982年        | LAD        | 2位        | 162   | 88    | 74    | .543  | 54歳  |
| 1983年        | LAD        | 1位        | 162   | 91    | 71    | .562  | 55歳  |
| 1984年        | LAD        | 4位        | 162   | 79    | 83    | .488  | 56歳  |
| 1985年        | LAD        | 1位        | 162   | 95    | 67    | .586  | 57歳  |
| 1986年        | LAD        | 5位        | 162   | 73    | 89    | .451  | 58歳  |
| 1987年        | LAD        | 4位        | 162   | 73    | 89    | .451  | 59歳  |
| 1988年        | LAD        | 1位        | 161   | 94    | 67    | .584  | 60歳  |
| 1989年        | LAD        | 4位        | 160   | 77    | 83    | .481  | 61歳  |
| 1990年        | LAD        | 2位        | 162   | 86    | 76    | .531  | 62歳  |
| 1991年        | LAD        | 2位        | 162   | 93    | 69    | .574  | 63歳  |
| 1992年        | LAD        | 6位        | 162   | 63    | 99    | .389  | 64歳  |
| 1993年        | LAD        | 4位        | 162   | 81    | 81    | .500  | 65歳  |
| 1994年        | LAD        | 1位        | 114   | 58    | 56    | .509  | 66歳  |
| 1995年        | LAD        | 1位        | 144   | 78    | 66    | .542  | 67歳  |
| 1996年        | LAD        | 2位        | 76    | 41    | 35    | .539  | 68歳  |
| 通算：21年    | 通算：21年 | 通算：21年 | 3040  | 1599  | 1439  | .526  |       |

※1 順位の太字はリーグ優勝、赤太字はワールドシリーズ優勝
※2 6月12日から7月31日まで50日間に及ぶストライキが実施され、スト終了後の8月6日に6月12日までを前期、7月31日以降を後期に分けるスプリットシーズン制が採用